# 이별의 부산정거장
〈이별의 부산정거장〉은 한국 전쟁 중 고향으로 돌아가면서 부산정거장에서 이별하는 피난민들의 애환을 담은 대한민국의 트로트 곡으로 전쟁 직후 큰 반향을 일으켰다.
박시춘 작곡,  호동아(유호) 작사의 노래로 한국전 휴전 이듬해인 1954년 남인수가 불렀으며, 일제강점기부터 히트곡을 많이 낸 박시춘-남인수 콤비의 작품 가운데서도 매우 높은 인기를 끌었다.
전쟁의 영향 속에 있던 이 시기에는 박시춘 작곡의 〈전우야 잘 자라〉, 박단마가 취입한 〈슈샤인보이〉, 현인이 부른 〈굳세어라 금순아〉, 신세영이 부른 〈전선야곡〉 등 전쟁의 상처와 관련된 노래들이 유행했다. 이 노래는 역시 박시춘이 작곡한 〈굳세어라 금순아〉처럼 피난민들의 애환을 그리고 있는데, 가사 중에 '피난살이', '판자집', '경상도 사투리' 등이 직접 등장하여 당시의 시대상을 표현한다.
가사 내용은 낯선 부산 땅에서 피난살이를 마치고 피난지에서의 추억을 간직한 채 환도 열차를 타고 부산을 떠나면서 부산정거장, 즉 부산역에서 이별을 맞는 순간을 애절하게 묘사한 것이다. 몸부림치며 이별하고 기적마저 슬퍼 우는 가사 내용과는 달리 노래 가락은 빠르고 경쾌하여 희망적인 분위기를 느끼게 해준다. 대중의 감성과 정확히 공감대를 이룬 이 노래는 폭발적인 인기를 끌었고, 남인수는 만년가수로서의 관록을 증명했다.
〈돌아와요 부산항에〉, 〈부산갈매기〉와 함께 부산을 상징하는 노래 중 하나이다. 다만 전쟁의 상흔이 너무 진하게 밴 이 노래는 지금의 메갈로폴리스 부산 이미지와 맞지 않아 부산 노래로서의 대권은 내놓게 되었다는 해석도 있다.

## 참고자료
- 최영철 (2006년 5월 13일). “[최영철시인이 쓰는 작품 속 부산]< 10 > 대중가요 '이별의 부산정거장'”. 부산일보. 2007년 8월 7일에 원본 문서에서 보존된 문서. 2008년 2월 1일에 확인함. |제목=에 지움 문자가 있음(위치 1) (도움말)
- 신현준 (2005년 6월 1일). “한국전쟁과 대중음악의 ‘분단’ - ③ 미아리와 테네시”. 한겨레. 2006년 2월 12일에 원본 문서에서 보존된 문서. 2008년 2월 1일에 확인함.
- 이준희. “한국 가요사 개설 4”. 가요114. 2007년 1월 11일에 원본 문서에서 보존된 문서. 2008년 2월 1일에 확인함.